# Synnada
Synnada är ett släkte av skalbaggar. Synnada ingår i familjen vivlar.
Kladogram enligt Catalogue of Life:
| Synnada | \| \| Synnada currucula \| \| \| \| \| \| Synnada sylviella \| \| \| \| |
|         | \| \| Synnada currucula \| \| \| \| \| \| Synnada sylviella \| \| \| \| |
|         | Synnada currucula                                                       |
|         |                                                                         |
|         | Synnada sylviella                                                       |
|         |                                                                         |